# Nossa Senhora de Nazaré
Nossa Senhora de Nazaré é um dos títulos dados a Maria, mãe de Jesus. A devoção teve início com uma famosa aparição e milagre ocorridos em Portugal e espalhou-se pelas colónias portuguesas. No Brasil, a devoção a Nossa Senhora de Nazaré tem grande expressão em vários locais, nomeadamente Belém e Saquarema.

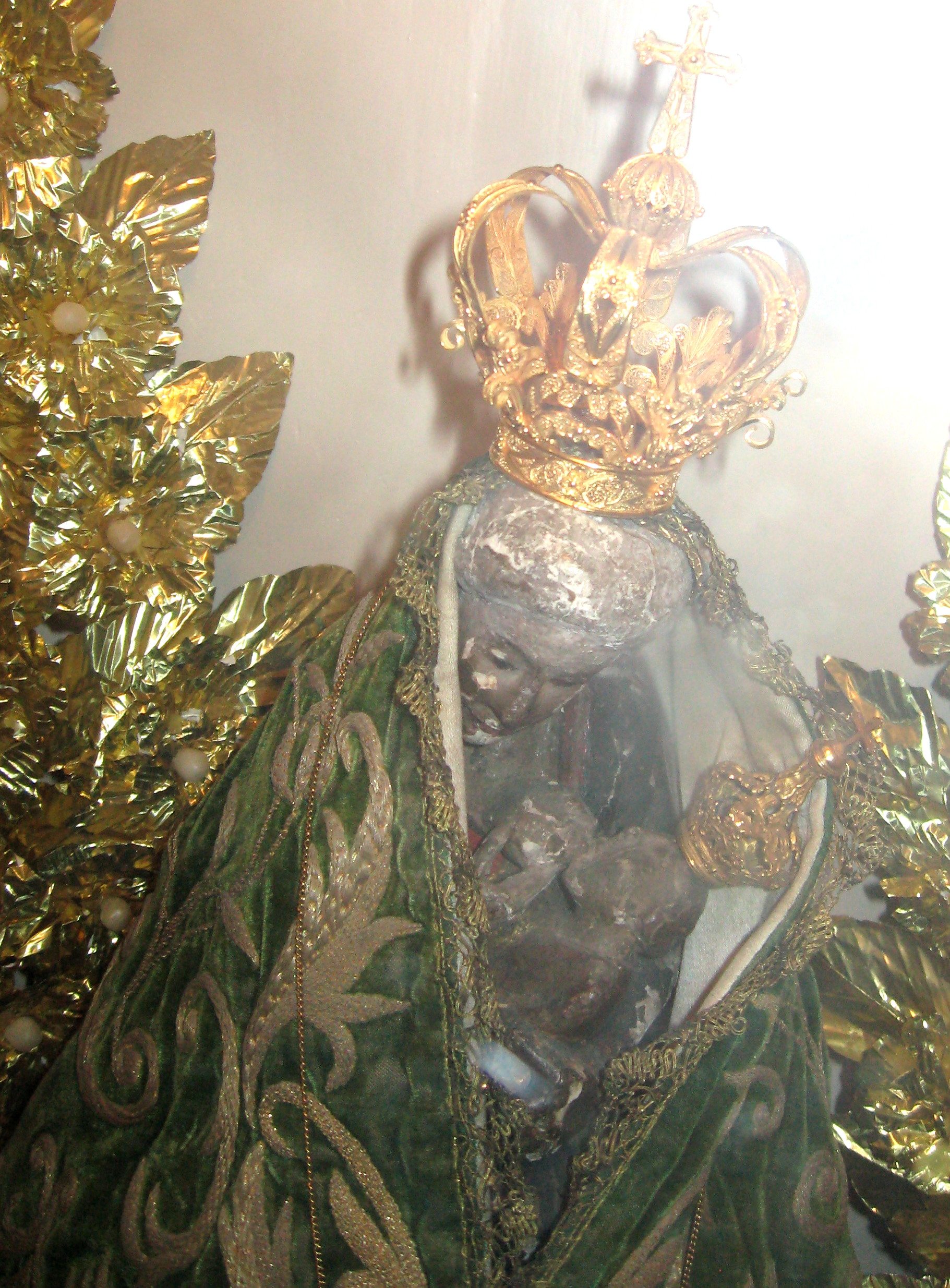
A imagem de Nossa Senhora da Nazaré no seu santuário

É a denominação conferida a uma imagem esculpida em madeira, com cerca de 25 centímetros de altura, representando a Virgem Maria sentada num banco baixo a amamentar o Menino Jesus, com as caras e as mãos pintadas de cor "morena". Conforme a tradição oral terá sido esculpida por São José Carpinteiro quando Jesus era ainda um bebé, sendo as caras e as mãos pintadas, décadas mais tarde, por São Lucas. É venerada no Santuário de Nossa Senhora da Nazaré, no Sítio da Nazaré, em Portugal.
A história da imagem foi publicada pela primeira vez em 1609 por Frei Bernardo de Brito, na Monarchia Lusytana. Esse monge de Alcobaça, cronista-mor do reino, relata ter encontrado no cartório do seu mosteiro uma doação territorial de 1182, na qual constava a história da imagem, a qual terá sido venerada nos primeiros tempos do cristianismo em Nazaré na Galileia, cidade natal de Maria.[carece de fontes?] Daí a invocação de Nossa Senhora da Nazaré. Da Galileia terá sido trazida, no século V, para o Mosteiro de Cauliana [es], perto de Mérida, em Espanha, e dali, em 711, após a batalha de Guadalete para o Sítio da Nazaré por Rodrigo, o último rei visigodo.
A história dessa imagem é indissociável do milagre que salvou D. Fuas Roupinho, em 1182, um episódio conhecido como Lenda da Nazaré.
Durante a Idade Média apareceram centenas de imagens de Virgens Negras por toda a Europa a maioria das quais, tal como esta, esculpidas em madeira, de pequenas dimensões e ligadas a uma lenda miraculosa. Hoje, existem cerca de quatrocentas destas imagens, antigas ou as suas réplicas, em igrejas por toda a Europa, bem como algumas mais recentes no resto do mundo.
A verdadeira e sagrada imagem de Nossa Senhora da Nazaré ainda não foi sujeita a uma perícia laboratorial para a datar cientificamente e paralelamente obter a confirmação de se estar perante uma imagem bimilenar ou de uma réplica produzida posteriormente.

## Devoção em Portugal
Segundo a tradição, após ter sido levada de Mérida, a imagem permaneceu escondida, quase ignorada numa gruta do litoral, até ao ano de 1182, quando o cavaleiro Fuas Roupinho foi salvo milagrosamente por sua intercessão, conforme conta a Lenda da Nazaré. O título desta invocação veio a dar o nome à vila da Nazaré, onde a imagem é venerada no Santuário de Nossa Senhora da Nazaré. Esta devoção foi conhecida em todo o Império Português, sobretudo devido à acção evangelizadora dos Jesuítas que consagraram a Nossa Senhora da Nazaré a sua principal casa de noviciado em Lisboa, a capital do Império.

## Devoção no Brasil

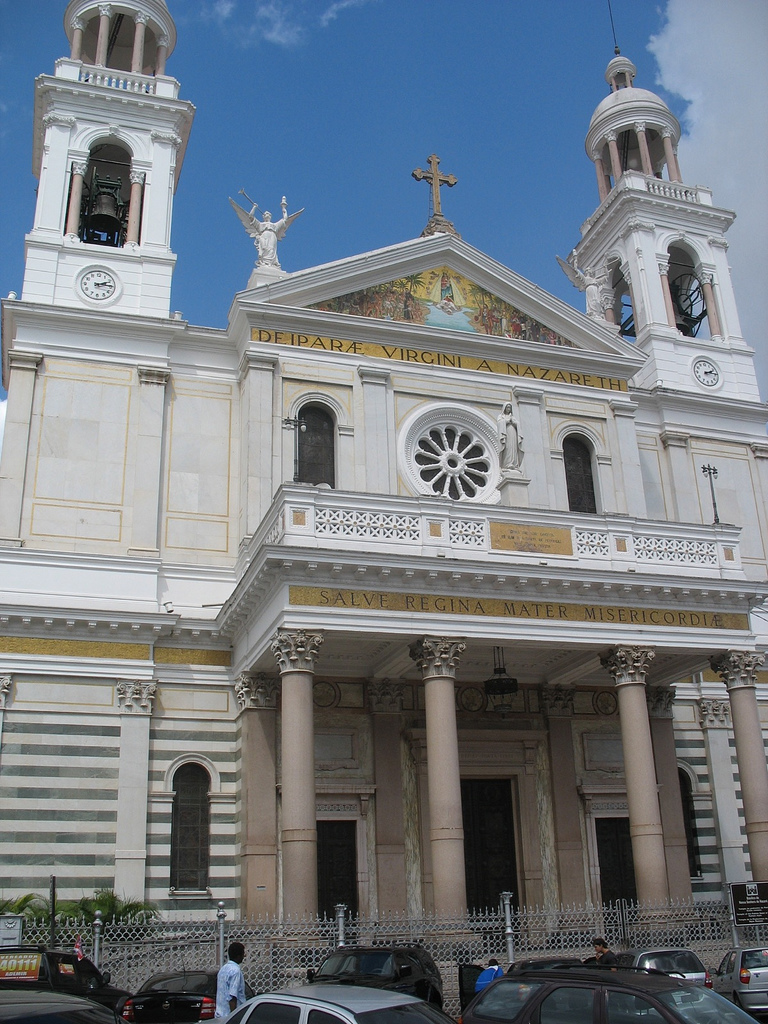
Basílica de Nossa Senhora de Nazaré em Belém

Introduzida no estado do Pará pelos jesuítas, há mais de 200 anos, devoção a Nossa Senhora de Nazaré é celebrada na festa do Círio de Nazaré. Consta que a imagem de Nossa Senhora de Nazaré foi encontrada pelo caboclo Plácido José de Souza no ano de 1700, às margens do igarapé Murucutu. Plácido levou-a para sua casa e no dia seguinte a imagem havia desaparecido. O caboclo tornou a encontrá-la no igarapé, recolhendo-a novamente. O fato repetiu-se duas vezes até que foi construída uma pequena capela no local. Com o aumento da devoção, foi construída a Basílica de Nossa Senhora de Nazaré nesta localidade, hoje Belém capital do estado do Pará.

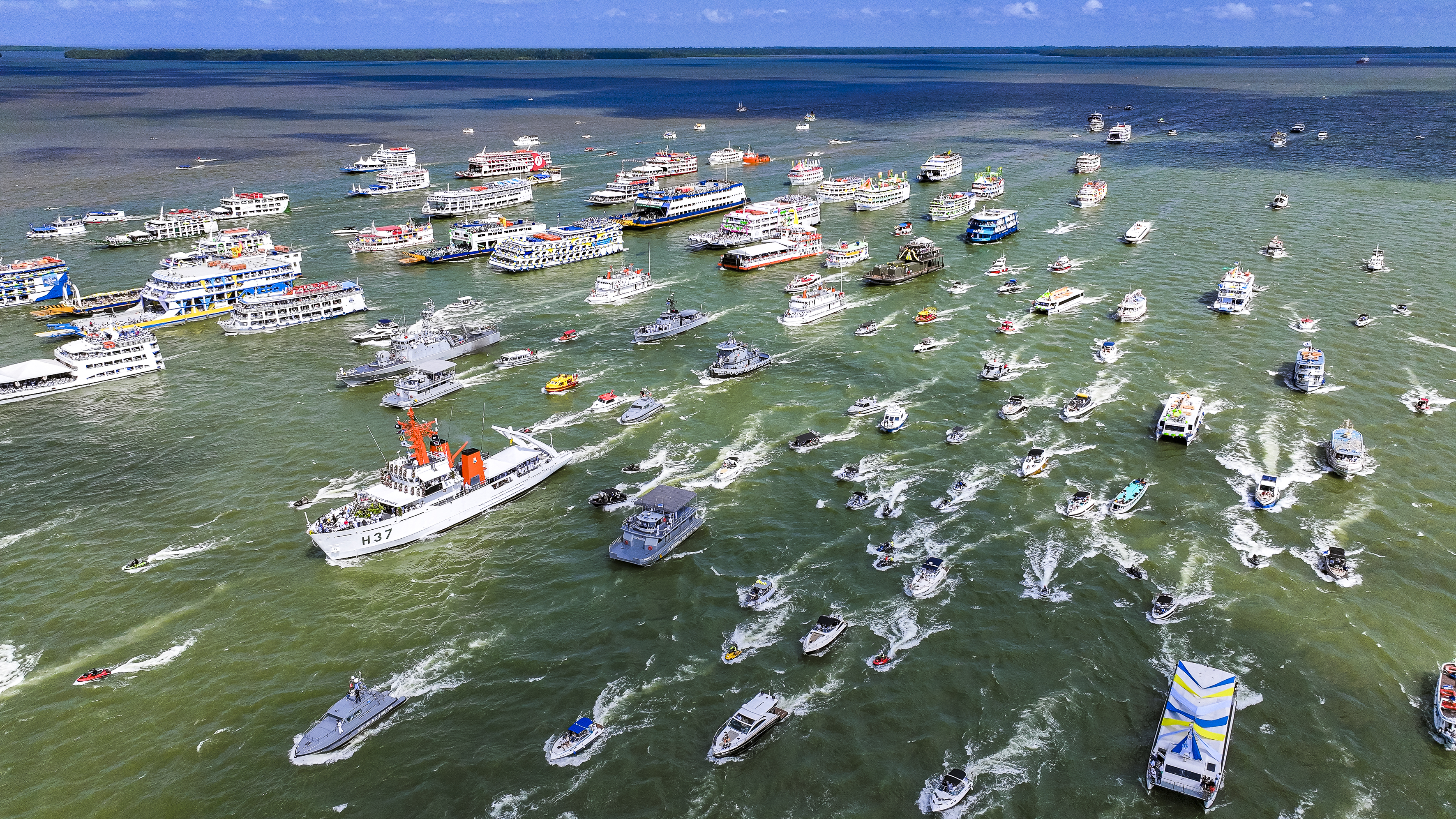
Romaria Fluvial em Belém

A Festividade de  Nossa Senhora de Nazaré ocorre no mês de outubro com a realização do Círio e de outras doze procissões, como a Trasladação, a Romaria Rodoviária, a Romaria Fluvial, o Círio das Crianças e o Recírio, dentre outras. São milhões de pessoas nas ruas de Belém durante toda a quinzena festiva, que também conta com uma extensa programação de eventos: missas,  vigílias de oração, o Arraial de Nazaré, o Círio Musical e a descida da Imagem do  Achado, do Glória para o Altar da Basílica Santuário, onde fica durante os quinze dias de festa para visitação.
A festa anual do Círio de Nossa Senhora de Nazaré acontece em cada 2° domingo do mês de outubro reunindo mais de 2 milhões de pessoas, romeiros de todo o Brasil e de várias partes do mundo. A virgem de Nazaré é padroeira do estado do Pará e rainha da Amazônia. O círio de Belém/PA foi reconhecido como Patrimônio Cultural Imaterial pelo Iphan e declarado Patrimônio Cultural da Humanidade pela UNESCO.

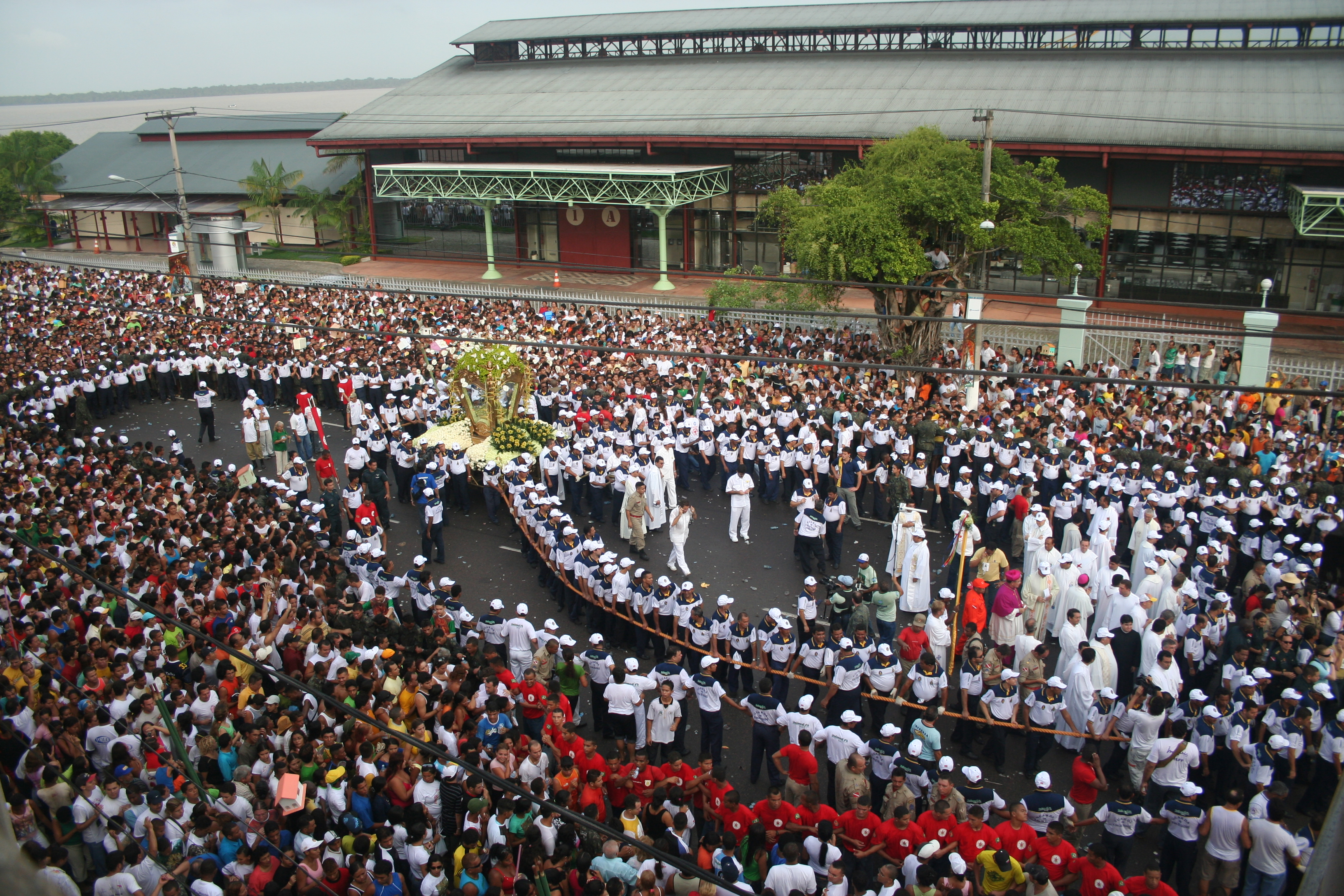
Milhões de pessoas no Círio de Nazaré - Belém/PA

### NaRegião Nordeste do Brasil
São Luís (Igreja de Nossa Senhora de Nazaré, onde é realizado anualmente o Círio de Nazaré, segunda maior festa religiosa da capital), Viana (Maranhão), Luís Domingues (Maranhão), Balsas, Riachão, Dom Pedro (Maranhão), no Piauí nas cidades de Nossa Senhora de Nazaré (Piauí) e Nazaré do Piauí, Cruz de Rebouças na cidade de Igarassu (Pernambuco), Círio de Fortaleza - Paróquia Nossa Senhora de Nazaré (Montese - Fortaleza (Ceará)), Capistrano (Ceará), Parazinho (Rio Grande do Norte).

### NaRegião Sudeste do Brasil
Além do Círio de Saquarema, na cidade do Rio de Janeiro ocorrem os círios de Anchieta, no qual a paróquia que a tem como padroeira completou 100 anos de existência em 2020, Tijuca e de Copacabana, introduzidos por paraenses residentes na cidade.
Existe ainda a devoção a Nossa Senhora de Nazaré em Acari, bairro do subúrbio carioca, onde anualmente a Arquidiocese do Rio de Janeiro desde 2009 encerra o Círio de Nazaré Itinerante. A corda é distribuída aos fiéis anualmente. E a imagem é uma réplica doada pela Basílica Santuário de Nossa Senhora de Nazaré (Belém/PA).
No estado de São Paulo, há procissões em Jardim Arpoador e no Sumaré. Na cidade de Santos, o círio ocorre desde 1950, introduzido por paraenses que viviam na cidade. Já em Nazaré Paulista, Nossa Senhora de Nazaré é a patrona da cidade. O culto é o mais antigo do estado, trazido por Mathias Lopes, um colonizador português.
Em Nazareno, Minas Gerais, acontece anualmente o Jubileu de Nossa Senhora de Nazaré. Emigrado de Portugal para o Brasil, Manuel de Seixas Pinto, trouxe consigo sua família e uma imagem milagrosa da Virgem de Nazaré. Estabeleceu-se em Minas Gerais, próximo à São João del-Rei, à margem direita do Ribeiro Fundo. Na Ermida familiar de Seixas Pinto, a Virgem de Nazaré era venerada pelos familiares e vizinhos. Seixas Pinto construiu uma igreja, em estilo rococó para a Virgem, para onde familiares, vizinhos e romeiros se dirigiam agradecendo e pedindo bênçãos; atrás da capela havia um cemitério. A capela de Nossa Senhora de Nazaré foi afiliada à Paróquia de Nossa Senhora do Pilar. Dom Antonio Gurgel, bispo do Rio de Janeiro, credenciou o Pároco de São João del-Rei a benzer a capela de Nossa Senhora de Nazaré, fundar a confraria de Nossa Senhora de Nazaré e dar posse à Mesa Administrativa da Confraria. A capela de Nossa Senhora de Nazaré, no Distrito do Ribeiro Fundo foi elevada, em 1850 à dignidade de Matriz da Paróquia de Nossa Senhora de Nazaré, Diocese de Mariana, sendo seu primeiro pároco o Padre Firmiano (1850 – 1859). O Papa Pio IX, em 19 de fevereiro de 1864, concedeu a graça do Jubileu a quem visitar o Santuário de Nossa Senhora de Nazaré em um dos dias 07, 08 e 09 de setembro, observando as condições que estão, no “Breve Pontifício”; graça esta alcançada por Dom Antonio, bispo de Mariana. Em estilo neo-clássico, o atual Santuário de Nossa Senhora de Nazaré foi construído por Antonio dos Reis Maia. A bênção da nova Matriz/Santuário de Nossa Senhora de Nazaré foi realizada, em 1885, por Dom Antônio Corrêa de Sá Benevides, Bispo de Mariana. A matriz velha de Nossa Senhora de Nazaré retornou-se, por decreto de Dom Antônio Benevides, ao status de capela, titular Santo Antônio.

### EmBrasília
Em Brasília, um grupo de paraenses introduziu o círio em 1960.

### EmSalvador
Localizada no bairro de Nazaré da capital baiana, a igreja foi construída na primeira metade do século XVIII, por volta de 1751, fundada por uma irmandade que hospedava viajantes pobres por caridade.
A Paróquia Nossa Senhora de Nazaré, através das atribuições a ela conferidas pela Arquidiocese de Salvador, tem desenvolvido, há mais de 110 anos, projetos e ações beneficentes em favor da comunidade e dos desfavorecidos.

### Em Tocantins
Na cidade de Nazaré, em Tocantins, acontece todos os anos o Festejo de Nossa Senhora de Nazaré, sendo 10 noites de missas e festas. O encerramento do festejo acontece no dia 08 de setembro.